# Service de renseignement extérieur d'Ukraine
Le service de renseignement extérieur d'Ukraine (ukrainien : Служба зовнішньої розвідки України, SZR) est une agence de renseignement du gouvernement ukrainien exerçant ses activités de renseignement dans les domaines politique, économique, militaire, scientifique, technique et écologique et relève directement du président de l'Ukraine. La Constitution de l'Ukraine, la loi de l'Ukraine sur les organismes de renseignement et d'autres normes et règlements de l'Ukraine sont les principales orientations des activités du service de renseignement extérieur.

## Historique
L'unité est engagée lors de l'invasion de l'Ukraine par la Russie en 2022.

### Directeurs
- 26 mars 2024 : Oleh Ivachtchenko[2]
- 23 juillet 2021 : Olexandr Litvinenko
- 5 juin 2020 : Valerii Kondratiouk (uk)
- 20 septembre 2019 : Valery Evdokimov (uk)
- 11 juin 2019 : Vladislav Boukharev (uk)
- 16 mars 2019 : Andriy Alekseïenko (uk)
- 2017 : Iegor Bojok (uk)

...
- 2014 - 2016 : Viktor Hvozd
- 2010 - 2014 : Hryhoriy Illyachov
- 2005 — 2010 : Mikola Маlomiouj

...

#### Adjoints
- 28 juillet 2021 : Oleg Cinaïko[3]